# Lokala Nyheter Helsingborg
Lokala Nyheter Helsingborg (tidigare SVT Nyheter Helsingborg) är Sveriges Televisions regionala nyhetsprogram för nordvästra Skåne län. Redaktionen har sina lokaler på Stortorget i centrala Helsingborg. De första nyhetssändningarna påbörjades i april 2015. Programverksamheten tar sikte på att förmedla nyheter till elva kommuner i nordvästra Skåne. Till medarbetarna hör bland annat Winnie Gravlund, tidigare reporter på Helsingborg Dagblad.

## Historia
Helsingborg fick regionala nyheter sända från Malmö genom programmet Sydnytt 1970-2015. Frågor som rörde nordvästra Skåne bevakades från Sydnytts huvudredaktion i Malmö.
När SVT presenterade de nya regionala nyhetsprogram som skulle sända under 2015 var de flesta programmen renodlingar av tidigare upplagor och lokalredaktioner som blev mer självständiga. Undantagen var de nya programmen för Södertälje- och Helsingsborgsområdena där SVT tidigare inte haft några lokalredaktioner.

## Programledare
- Maria Pettersson
- Ivan Loftrup-Ericson
- Niklas Sobieski
- Edina Hrustic
- Jenny Lindeborg
- Sarah Sidibé